# Enfrentamientos en Yenín de enero de 2023
Los enfrentamientos en Yenín de 2023 ocurrieron el 26 de enero de 2023, luego las Fuerzas de Defensa de Israel llevaron a cabo una redada contra militantes palestinos en la ciudad de Yenín, en Cisjordania. Según el ejército israelí, «sus tropas entraron en Yenín para arrestar a un ‘escuadrón terrorista’» de la Yihad Islámica, a quien acusó de estar «muy involucrado en la planificación y ejecución de múltiples ataques terroristas importantes contra civiles y soldados israelíes». Según The Jerusalem Post, el objetivo era evitar un ataque terrorista planificado y arrestar a tres militantes buscados de la Yihad Islámica. 9 palestinos, incluidos 7 militantes y dos civiles, fueron asesinados. Fue la incursión israelí más mortífera en el campamento de Yenín en casi 20 años.
Según NPR, el ejército israelí dijo que al menos seis de los muertos eran hombres armados. Esto eleva el número de militantes armados muertos y víctimas civiles colaterales en Cisjordania a 29 en lo que va del año. Sin incluir el ataque actual, un tercio de los palestinos asesinados por tropas o civiles israelíes tenían vínculos con grupos armados.

## Enfrentamientos
En la mañana del 26 de enero de 2023, las Fuerzas de Defensa de Israel entraron en el campamento de refugiados de Yenín contiguo a la ciudad cisjordana de Yenín para detener a militantes de la Yihad Islámica que, según dijeron, habían participado previamente en la planificación y realización de ataques con disparos contra objetivos israelíes y estaban planeando ataques adicionales. Un tiroteo estalló después de que las fuerzas israelíes entraron en contacto con cuatro militantes de la Yihad Islámica, con dos de los militantes muertos. A partir de entonces estallaron escaramuzas adicionales entre las tropas israelíes y varias facciones militantes palestinas, con cuatro militantes de Hamás y un militante de Fatah muertos en las tres horas de combate. Dos civiles, un hombre y una mujer, también murieron. La operación duró tres horas y provocó disturbios entre cientos, o quizás miles, de residentes palestinos en el campamento.
Según informó un alto funcionario del ejército a Haaretz, los soldados israelíes debían usar misiles antitanque ya que los militantes se habían atrincherado en una residencia donde abrieron fuego y lanzaron artefactos explosivos en dirección a los soldados. El funcionario declaró que el nivel de fuerza utilizado era proporcional y que si los soldados lo hubieran considerado necesario, habrían utilizado el poder aéreo. El alto número de bajas se atribuyó al «nivel de amenaza contra las tropas» y no a ningún cambio en la política, según el funcionario.

## Reacciones

### Palestinos
El gobierno palestino expresó su condena de los asesinatos, que describió como una masacre. Pidió una intervención internacional urgente. Más tarde en el día, el liderazgo llevó a cabo una reunión urgente, y se declaró que la «coordinación de seguridad» ya no estaba vigente. También irá inmediatamente al Consejo de Seguridad para solicitar la intervención de las Naciones Unidas y reanudar el esfuerzo para unirse a las agencias de la ONU como miembro de pleno derecho.
El jefe adjunto del buró político de Hamás, Saleh al-Arouri, se refirió a los acontecimientos en Yenín como una «masacre» cometida por «la ocupación» y declaró que una respuesta armada «no tomará mucho tiempo».

### Internacional
La Organización de Cooperación Islámica (OCI), con sede en Yeda, también condenó el «crimen atroz cometido por la ocupación israelí». Egipto denunció el ataque israelí y le pidió que dejara de asaltar ciudades palestinas. El enviado de la ONU instó a los funcionarios israelíes y palestinos a reducir la situación en Cisjordania. La Liga Árabe responsabilizó plenamente al gobierno de Netanyahu por cometer la «horrible masacre» y pidió una acción internacional.